# Замагљен вид
Замагљен вид или замућен вид јесте најчешћи облик смањење или пада вида због које се пацијенти јављају офталмологу. Већина очних обољења доводе до замагљења вида који може бити постепен или изненадан.  

## Етиологија
Код старијих особа замагљење вида може бити постепено или изненадно. Као најчешћи узроци наводе се, код:
Постепеног замућења вида
- катаракта
- сенилна дегенерација жуте мрље,

Постепено замућењеа вида код младих особа може бити последица:
- кератоконуса,
- обољења рожњаче које се карактерише слабошћу ткива рожњаче да одржи правилан облик (рожњача добија купаст облик).

Изненадног замућења вида
Док се замагљен вид често постепено погоршава, постоје услови који могу узроковати да се замућење изненада појави. Ове врсте стања могу бити хитне медицинска стања и укључују:
- Мождани удар или пролазни исхемијски напад (ТИА).

- Нагли пораст крвног притиска.

- Хифема (крварење унутар ока).
- Одвајање мрежњаче или централна серозна хориоретинопатија узрокована емоционалним стресом.

- Потрес мозга.
- Мигрена.
- Повреда ока.

- Зачепљење крвног суда на очном дну (инфаркт ока) или инфаркт главе видног живца.

- Код млађих особа очна обољења која обично доводе до изненадног замагљења вида су:

- запаљење судовне опне (увеитис),

- запаљење видног живца,

### Рефракционе аномалије
До замагљеног или замућеног вида чешће код млађих, а ређе код старијих особа доводе и различите рефракционе мане као што су:
- кратковидост,

- далековидост
- астигматизам.

Ове рефракционе мане се могу успешно искориговати ношењем наочара односно контактних сочива или уколико особа то жели и корекцијом диоптрије егзајмер ласером.

### Лекови као узрок замагљеног вида
Већина лекова који се користе у лечењу различитих општих обољења нису штетна за вид. Међутим, постоје група лекова који могу довести до замућености односно пада вида, у које спадају:
- кортикостероиди који уколико се дуго примењују, како системски тако и локално у виду капи, могу довести до скока очног притиска и настанка катаракте,

- антималарици,  који штетно делују на жуту мрљу,

- лекови који се користе у лечењу тежих реуматолошких и системских обољења,

- фенотиазини и хлорпромазин који се користе у лечењу појединих психијатријских поремећаја

- тамоксифен који се користи код пацијенткиња оболелих од тумора дојке.

Код пацијената који узимају лекове за које се зна да могу довести до пада вида, битно је редовно обављати контролне офталмолошке прегледе и уколико дође до пада вида прекинути примену ових лекова и евентуално их заменити другим леком.

### Синдром сувог ока
Синдром сувог ока може да узрокује замагљен вид, који се побољша  када пацијент трепне, а изазван је оним што се може изазвати оно што изгледа као филм. Синдром такође може изазвати свраб, црвенило и бол. Лечење ће укључивати употребу вештачких суза.

### Макуларна дегенерација повезана са узрастом
Макуларна дегенерација повезана са узрастом мође да узрокује замагљен вид. Она је најчешћи узрок губитка вида код старијих Американаца. Стање утиче на пацијентов централни вид тако да не можете да види шта је директно испред њега. Може утицати на једно или оба ока.

### Дијабетесна ретинопатија
Дијабетесна ретинопатија може утицати на сваког ко има дијабетес. Стање које је последица промена на крвним судовима мређњаче може смањити  вид чак до тачке слепила.

### Глауком
Код глаукома, накупљање течности у оку врши притисак на оптички нерв. Оштећење оптичког нерва може довести до делимичног губитка вида или слепила.

### Катаракта
Очи развијају катаракту када сочива постану замагљена и непрозирна (тешко се виде кроз њих). Може се развиити на једном или оба ока. Поред замагљеног вид и губитак контраста, катаракту карактерише појава ореола око светала када је мрак.

### Оптички неуритис
Оптички неуритис се односи на упалу (оток) и иритацију оптичког нерва. Може се десити самостално или као резултат неког другог стања, укључујући мултиплу склерозу. Оптички неуритис је најчешћи на једном оку, али се може јавити и на оба.

### Наслеђени поремећаји оптичког нерва
Неки генетски поремећаји узрокују оштећење оптичког нерва. Ово је ређи разлог за замућен вид од катаракте или рефракционих грешака.

### Ожиљци на рожњачи
Недостатак витамина А може изазвати ове ожиљке. Оваква ситуација се дешава углавном у мање развијеним регионима света.

## Дијагноза

### Анамнеза
Офталмолошки преглед почиње детаљном анамнезом у којој пацијент саопштава офталмологу на основу питања које му он поставља из очне и опште анамнезе.

### Офталмолошки преглед
Дтаљан офталмолошки преглед подразумева:
- узимање видне оштрине,
- одређивање евентуалне рефракционе грешке помоћу рефрактометра и пробног сета стакала,
- преглед ока на биомикроскопу,
- мерење очног притиска
- преглед очног дна, пожељно на широку зеницу.

Када се уради овакав детаљан офталмолошки преглед обично се дијагностикује шта је узрок замућеном виду. Уколико се то не постигне, офталмолог индикује извођење додатних дијагностичких процедура као што су:
- испитивање ширине видног поља,
- оптичка кохерентна томографија,
- флуоресцеинска ангиографија,
- испитивање колорног вида,
- снимање корнеалне топографије, итд.

## Терапија

### Лекови за лечење замагљеног вида
Лекови за лечење стања које узрокује замућен вид  разликују се у зависности од  основне болести.
У погледу лечења замућеног вида услед презбиопије, стања лекар може да пропише капи за очи, пилокарпин хидрохлорид. Ова формулација је нова и одобрена од стране ФДА за лечење замућеног вида повезаног са старењем.

### Операција за лечење замућеног вида
Лекар може предложити хируршке процедуре за побољшање вида, као што је операција за уклањање катаракте или операција за лечење рефракционих грешака.

## Превенција
Здрав живот (здраве животне навике) који карактерише здрава и умерена исхрана уз одсуство гојазности, свакодневне физичке активности (у старијих људи пешачење), престанак пушења, редовне контроле артеријског притиска и масноћа у крви код изабраног лекара, превенирају настанак озбиљних обољења на очном дну као што су зачепљење крвног суда на очном дну (инфаркт ока), инфаркт главе видног живца или дијабетесна ретинопатија. Ношење наочара за сунце, које штите од УВ зрачења кад смо напољу смањује ризик од настанка катаракте и сенилне дегенерације жуте мрље.